# کرشمه (گوشه موسیقی)
کرشمه نام یک گوشه در ردیف موسیقی ایرانی است که مد مخصوص به خود ندارد و در تمام دستگاه‌ها قابل اجراست. گوشهٔ کرشمه به جهت وزن خاصی که دارد، شناخته می‌شود.

## تاریخچه
نام گوشهٔ «کرشمه» به معنای غمزه، یا اشاره با چشم و ابرو است. فرصت شیرازی در بحور الالحان از گوشه‌ای به نام کرشمه فقط در دستگاه‌های چهارگاه، سه‌گاه و شور نام برده‌است؛ اما او از کرشمه به عنوان یک «نغمه» که به تمام دستگاه‌ها می‌تواند برود نیز یاد کرده‌است و نوشته که این گوشه حالتی شبیه به رِنگ دارد و وزن آن «تنن تنن تن تن تن» است.  در ردیف میرزاعبدالله به روایت داریوش طلایی، گوشهٔ کرشمه در دستگاه‌های شور، ماهور، سه‌گاه، چهارگاه، و نوا ذکر شده‌است و همچنین برخی دستگاه‌ها بیش از یک گوشهٔ کرشمه دارند (مثلاً دستگاه ماهور یک گوشهٔ دیگر به نام کرشمهٔ راک نیز دارد). هرمز فرهت برای توصیف گوشه‌های بسیار کوچکی که در دستگاه‌های مختلف به کار می‌روند از اصطلاح «تکه» استفاده می‌کند؛ وی کرشمه را یک تکه می‌داند؛ وی نمونه‌هایی از «تکهٔ کرشمه» در دستگاه‌های شور، سه‌گاه، چهارگاه، نوا، همایون، و در گوشه عراق دستگاه راست‌پنج‌گاه، و نیز در آوازهای بیات ترک و بیات اصفهان، و گوشه‌های حصار سه‌گاه و مغلوب چهارگاه ارائه کرده‌است. در ردیف میرزاعبدالله به روایت نورعلی برومند همچنین از گوشه‌هایی با نام «کرشمه با مویه» در سه‌گاه و چهارگاه، و «کرشمهٔ راک» در ماهور اسم برده شده‌است. کرشمه تنها گوشه‌ای نیست که ماهیت مدال ندارد و در دستگاه‌های مختلف قابل اجراست؛ گوشه‌های نغمه، حزین، بسته‌نگار، مثنوی و ساقی‌نامه نیز از این ویژگی برخوردار هستند.
واژهٔ کرشمه به زبان‌های ترکی هم راه یافته‌است. در زبان اویغوری از لفظ کیریشما (kirişma) برای توصیف قطعهٔ آغازین موسیقی نیز استفاده می‌شود، که در این حالت این واژه را مشتق شده از کیریش (kiriş، به معنای آغاز یا ورود در زبان ترکی) می‌دانند.

## ساختار
گوشهٔ کرشمه دارای یک مد مخصوص نیست، اما وزن مشخصی دارد که با شعرهای عروضی بر وزن «مفاعلن فعلاتن مفاعلن فعلاتن» سازگار است. در نحوهٔ رایج نگاش اوزان موسیقی ردیفی، از ᴗ برای ضرب کوتاه و از – برای ضرب بلند استفاده می‌شود و وزن گوشهٔ کرشمه به این شکل (از راست به چپ) نمایش داده می‌شود:
«ᴗ ᴗ / – ᴗ – ᴗ / – – ᴗ ᴗ / – ᴗ – ᴗ – –». نمایش وزن کرشمه با اتانین نیز به این شکل است: «تَنَن تَنَن تَنَنَن تَن». اهمیت این وزن در تعریف گوشهٔ کرشمه چنان است که اگر وزن خاص این گوشه تغییر کند دیگر به عنوان کرشمه شناخته نخواهد شد. در بحور الالحان نیز تنها برای دو گوشه وزن شعری که باید همراهش خوانده بشود مشخص و تأکید شده که کرشمه یکی از آن‌هاست (گوشهٔ دیگر، گوشهٔ سوز و گداز در بیات اصفهان است).
برای نت‌نویسی این گوشه می‌توان دو نوع  میزان شش‌هشتم (6
8) و سه‌چهارم (3
4) را به طور یک‌درمیان استفاده کرد. ضرب‌آهنگ 6
8 دوضربی ترکیبی است (که هر ضرب آن سه بخش دارد) و ضرب‌آهنگ (3
4) سه‌ضربی است (که هر ضربش دو بخش دارد) ولی طول هر دوی این میزان‌ها با هم برابر است.

نمایش وزن گوشهٔ کرشمه با ترکیبی از میزان‌های شش‌هشتم و سه‌چهارم؛ علامت‌های بالای نت‌ها، ضرب‌های قوی هر میزان را نمایش می‌دهند.

کرشمه پرکاربردترین گوشه در ردیف دانسته می‌شود. ضرب‌آهنگ آهسته‌اش به آن حالتی غم‌انگیز می‌دهد و همچنین این گوشه را برای اجرا در آواز مناسب می‌کند.